# بريان باترسون
بريان باترسون (بالإنجليزية: Bryan Patterson)‏ هو إحاثي أمريكي، ولد في 10 مارس 1909 في لندن الكبرى في المملكة المتحدة، وتوفي في 1 ديسمبر 1979 في شيكاغو في الولايات المتحدة.